# سالبادور إيبانيز
سالبادور إيبانيز (بالإسبانية: Salvador Ibáñez)‏ هو صانع آلة موسيقية ‏ إسباني، ولد في 1854 في بلنسية في إسبانيا، وتوفي في 1920.